# Elecciones provinciales de Entre Ríos de 1918
Las elecciones generales de la provincia de Entre Ríos de 1918 tuvieron lugar el domingo 2 de junio del mencionado año con el objetivo de renovar los cargos de Gobernador y Vicegobernador, y la mitad de los escaños de la Cámara de Diputados y el Senado Provincial, que compondrían los poderes ejecutivo y legislativo de la provincia para el período 1914-1918. Fueron las segundas elecciones desde la instauración del sufragio secreto, y se realizaron bajo el gobierno de Miguel Laurencena, de la Unión Cívica Radical (UCR)
El candidato radical Celestino Marcó obtuvo una estrecha victoria contra Lorenzo Anadón de la Concentración Popular, coalición que aglutinaba a casi toda la oposición provincial conservadora, y la Unión Cívica Radical obtuvo mayoría absoluta en ambas cámaras de la legislatura con 8 de los 14 senadores y 15 de los 28 diputados. Como vicegobernador fue elegido el también radical Emilio Mihura. El Colegio Electoral ratificó la elección de Marcó y Mihura en julio, y los cargos electos asumieron sus mandatos el 1 de octubre de 1918.